# Ахалшени (Хелвачаурский муниципалитет)
Ахалшени (груз. ახალშენი) — село в Грузии, на территории Хелвачаурского муниципалитета автономной республики Аджария.

## География
Село находится в юго-западной части Грузии, на берегах реки Барцханы, на расстоянии 3 километров (по прямой) к востоку от города Батуми, административного центра муниципалитета и автономной республики. Абсолютная высота — 185 метров над уровнем моря.

## Население
По результатам официальной переписи населения 2014 года, в Ахалшени проживало 1966 человек (989 мужчин и 977 женщин). В национальной структуре населения грузины составляли 98,7 %, армяне — 0,9 %, греки — 0,2 %.
| Год  | Население, человек |
| ---- | ------------------ |
| 2002 | 1952               |
| 2014 | ↗ 1966             |